# 長寿庵

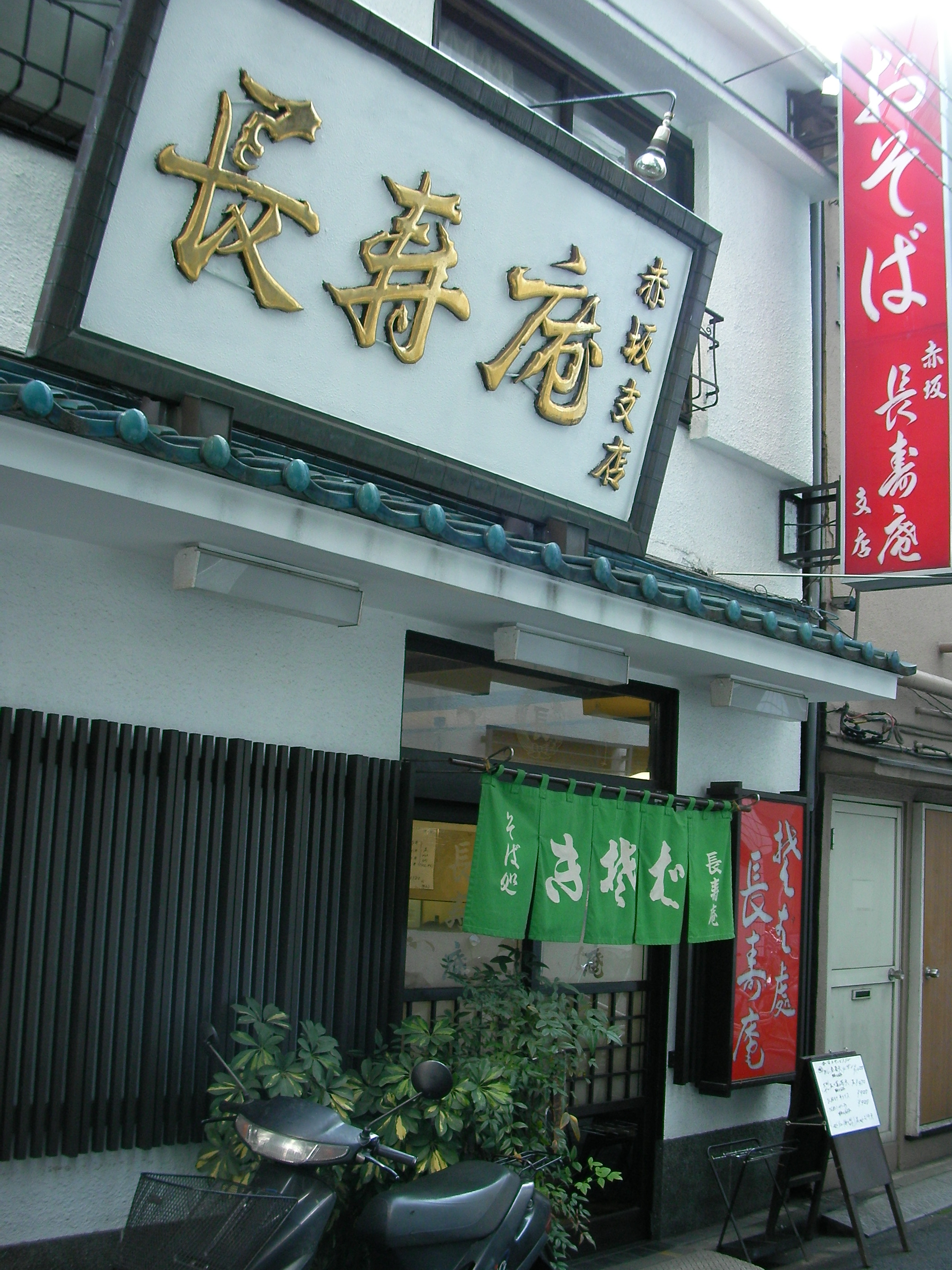
長寿庵 赤坂支店

長寿庵（ちょうじゅあん）は関東で最多の店舗数を誇る江戸の蕎麦屋の老舗で、江戸蕎麦御三家とされることの多い「砂場」「更級」「藪」をしのぐ店舗数（麺類協同組合HPによる都内営業店舗)を誇り、江戸での発祥年数としても上記3系列と肩を並べている。特筆すべきは、暖簾わけの系譜かがはっきりしていることがあげられる。
なお、表記は店によって異なり「長寿庵」と表記する店と「長壽庵」と表記する店とが在る。

## 歴史
- 元禄15年（1702年）三河（愛知県）蒲郡出身の惣七が江戸に上京
- 元禄17年（1704年）京橋五郎兵衛町に「長寿庵」開業
- 享保2年 （1717年）焼失 復興
- 年代不詳　　　　5代目惣七　宗七に改名
- 明治5年（1872年）焼失により銀座竹川町に移転（銀座7丁目）
- 明治8年（1875年）6代目「宗七」倉橋姓を名乗る
- 明治10年（1877年）采女町に栗田作次郎初めてののれんわけ（采女会）
- 明治30年（1897年）采女町長寿庵より吉田寅次郎のれんわけ（十日会）
- 明治32年（1899年）麻布四之橋に村奈嘉与吉、のれんわけ（四之橋会）
- 明治33年（1900年）6代目宗七死去（49）
- 明治42年（1909年）采女町長寿庵より五十嵐友五郎のれんわけ（実成会）
- 大正元年（1912年）7代目宗七死去（36）
- 年代不詳　　　　8･9代目娘婿により継承
- 昭和20年（1945年）東京大空襲により焼失、廃業
- 昭和25年（1950年）暖簾会名称を「長睦会」から「長寿会」に改名
- 平成14年（2002年）法人組織化し「長寿庵協同組合」と改名

## 現在の長寿庵
元禄時代に京橋五郎兵衛町に「三河屋惣七」が創業以来、栗田作次郎、村奈嘉与吉を中心に順次のれんわけが行われ「采女会」「四之橋会」「十日会」「実成会」の4会派が生まれ、一時は関東一円に340店舗を数えるほどであった。昭和25年に「長睦会」から「長寿会」と改名し、平成14年に法人組織化し「長寿庵協同組合」となり「長寿庵」の屋号は現在登録商標となっている。「長寿庵」という屋号は登録商標として管理されているが、同じ｢長寿庵」という暖簾を掲げながらチェーン店などではなく、それぞれが独立し、規模も、商売のやり方、営業形態、メニューも統一せず営業している。「それぞれの地域にあった形、地域密着の蕎麦屋を目指す」というコンセプトである。
とはいえ誰もが長寿庵の暖簾を掲げられるわけではなく、どの会派とも長寿庵で修業しそこの店主から認められなければのれん分けは許されない。製麺や出汁の引き方、食材の見極めなど店を維持してゆくための基本技術をひと通り習得しなおかつ土地柄にあった味を出すためのいわば応用技術をも習得する必要がある。それにより、そこの土地にあった味が作られ地域に根差した店舗が開けるという。
特色のある長寿庵の例を挙げると、地元に根ざした例としては、昭和43年創業の江戸川区西一之江三丁目の江戸川長寿庵は、土地柄から特産品である小松菜の麺を各種取り扱っており、小松菜そばや小松菜素麺、中でも生麺の元祖小松菜うどんは地産地消や変わり麺として各種メディアでも取り上げられている。
昭和9年創業の中央区馬喰町鴨南蛮店主、桑原光二は実成会五十嵐友五郎の支店であるが、屋号に長寿庵を用いず馬喰町鴨南蛮５代目を譲り受け独立、現在は廃業。　昭和10年、熱い夏に荷車を引く馬喰町問屋街からの要望に応え、冷たい「鴨ぜいろ」を光二の妻トイが考案し日本に新たな食文化が産まれる。仲間内で惜しみなく調理方法を教え広め今では何処の蕎麦屋でも食べれるようになるが、本来は鴨ぜいろと言う。

### 采女会
明治10年に倉橋総本店から最初にのれんわけされた栗田作次郎は采女町（現銀座5丁目）に出店したが、昭和20年の東京大空襲で店を焼失した。その後目黒駅の近く（大崎2丁目）に再開した後、旗の台に移転したが同店は休業している。
栗田長寿庵からは「十日会」の吉田作次郎が明治30年に、「実成会」の五十嵐友五郎が明治42年にそれぞれのれんわけされている。そのほかにのれんわけを許された子分け、孫分けの店が現在の采女会の会員となっている。

### 四之橋会
明治32年に総本店（倉橋家）からのれんわけが許された村奈嘉与吉が麻布四之橋で開業したことから「四之橋会」を作った。村奈嘉の弟子を中心に子分け、孫分けの系列店が四之橋会会員となっている。村奈嘉の店は空襲で焼失した後、2代目の与三が上野で再開したが故人となり今は廃業している。村奈嘉与吉は石川県出身で、郷土から呼んだ親戚・知人の師弟が従業員の主流となることから四之橋会は石川県出身者が中心となっている。

### 十日会
明治30年に采女町の栗田からのれんわけを許された吉田寅次郎が日本橋茅場町でレストラン風の高級店を開業し、昭和2年に吉田家からのれんわけした渡辺藤蔵の「赤坂長寿庵」を中心とする「三日会」と昭和10年に木挽町で開業した天野正吉の「正長睦会」の2つの会派が誕生した。この2つの会派をあわせて「十日会」となっている。

### 実成会
明治42年に采女町の栗田家からのれんわけを許された五十嵐友五郎が両国橋の東詰で開業しそこからののれんわけした店を会員とするのが「実成会」である。通称「両国長寿庵」だが、住所は中央区東日本橋である。五十嵐友五郎が新潟県出身のため実成会は新潟出身者が多いことが特徴のひとつである。